# 제3대 솔즈베리 후작 로버트 개스코인세실
제3대 솔즈베리 후작 로버트 아서 탤벗 개스코인세실(영어: Robert Arthur Talbot Gascoyne-Cecil, 3rd Marquess of Salisbury, 1830년 2월 3일 ~ 1903년 8월 22일)은 영국의 정치인이자 귀족이다.

## 생애
1830년 2월 3일에 잉글랜드 하트퍼드셔주 햇필드(Hatfield)에 위치한 햇필드 하우스(Hatfield House)에서 제2대 솔즈베리 후작 제임스 개스코인세실(James Gascoyne-Cecil)과 그의 아내인 프랜시스 메리 개스코인(Frances Mary Gascoyne)의 둘째 아들로 태어났다. 1847년 12월에는 옥스퍼드에 위치한 크라이스트 처치에 입학하면서 수학을 전공했지만 병약한 신체 조건으로 인해 중퇴하고 만다.
1853년 8월 22일에는 링컨셔주 스탬퍼드(Stamford) 선거구에서 선출된 보수당 소속 하원 의원으로 선출되면서 정계에 입문했다. 1865년 이전까지는 로버트 세실 경(Lord Robert Cecil)이라고 불렀고 1865년 6월부터 1868년 4월까지는 크랜번 자작(Viscount Cranborne)이라고 불렀다.
1868년 4월 22일에는 자신의 아버지였던 제2대 솔즈베리 후작 제임스 개스코인세실이 사망하면서 솔즈베리 후작 작위를 승계받으면서 상원 의원으로 격상되었다. 1881년 벤저민 디즈레일리가 사망한 이후에는 보수당 당수를 역임했고 1881년 5월부터 1885년 6월까지는 보수당 하원 대표를 역임했다.
빅토리아 시대 후기부터 에드워드 7세 시대 초반에 이르기까지 영국의 총리를 3번(1885년 6월 23일 ~ 1886년 1월 28일, 1886년 7월 25일 ~ 1892년 8월 11일, 1895년 6월 25일 ~ 1902년 7월 11일) 역임했다. 그 외에 보수당 내각에서는 인도부 장관(1866년 7월 6일 ~ 1867년 3월 8일, 1874년 2월 21일 ~ 1878년 4월 2일), 외무부 장관(1878년 4월 2일 ~ 1880년 4월 28일, 1885년 6월 24일 ~ 1886년 2월 6일, 1887년 1월 14일 ~ 1892년 8월 11일, 1895년 6월 29일 ~ 1900년 11월 12일)을 역임했다.
솔즈베리 후작은 민주주의를 싫어한 귀족주의 성향의 인물이었지만 점진적인 내정 개혁을 취했다. 특히 1867년에는 벤저민 디즈레일리가 제안한 《1867년 개혁법》(Reform Act 1867)을 승인하여 선거권 적용 대상을 남자 노동자로 확대했다. 대외적으로는 제국주의 성향의 외교 정책을 수행하면서 대영 제국의 식민지 확장에 주력했다. 솔즈베리 후작의 정책은 대부분 조지프 체임벌린의 영향을 받은 것이 특징이다.
1902년 7월 11일을 기해 건강 문제로 인해 아서 밸포어에게 총리와 보수당 당수 자리를 물려주고 퇴임했다. 1903년 8월 22일 하트퍼드셔 주 햇필드에서 사망했으며 그의 시신은 햇필드에 위치한 세인트 에설드리다 교회(St Etheldreda's Church)에 안치되었다.

## 같이 보기
- 빅토리아 시대
- 화려한 고립